# نشان ملی آرژانتین
نشان ملی آرژانتین (به اسپانیایی: Escudo de la República Argentina) در شکل کنونی آن در سال ۱۹۴۴ میلادی طراحی شد، ولی این نشان از سال ۱۸۱۳ به دست مجلس این کشور به کار گرفته می شد.
در این نشان از عناصر نمادین خورشید مه، درخت آزادی، کلاه فریگی، شاخه زیتون و دست دادن استفاده شده‌است.